# Distrikt Mache
Der Distrikt Mache liegt in der Provinz Otuzco in der Region La Libertad im Westen von Peru. Der Distrikt wurde am 7. März 1964 gegründet. Er besitzt eine Fläche von 37,3 km². Beim Zensus 2017 wurden 2881 Einwohner gezählt. Im Jahr 1993 lag die Einwohnerzahl bei 3343, im Jahr 2007 bei 3195. Die Distriktverwaltung befindet sich in der etwa 3300 m hoch gelegenen Ortschaft Mache mit 739 Einwohnern (Stand 2017). Mache liegt 14 km südsüdöstlich der Provinzhauptstadt Otuzco.

## Geographische Lage
Der Distrikt Mache liegt im Süden der Provinz Otuzco. Der Río Moche fließt entlang der nordöstlichen Distriktgrenze nach Westen. Das Areal befindet sich in dessen Einzugsgebiet.
Der Distrikt Mache grenzt im Westen an den Distrikt Salpo, im Norden an den Distrikt Agallpampa, im Osten an den Distrikt Julcán (Provinz Julcán) sowie im Süden an den Distrikt Carabamba (ebenfalls in der Provinz Julcán).